# Герла
Герла (рум. Gherla) — місто у повіті Клуж в Румунії, що має статус муніципію. Адміністративно місту підпорядковані такі села (дані про населення за 2002 рік):
- Бейца (453 особи)
- Сіліваш (193 особи)
- Хешдате (329 осіб)

Місто розташоване на відстані 333 км на північний захід від Бухареста, 35 км на північний схід від Клуж-Напоки.

## Історія
Колись місто називалося Арменополіс (місто вірмен). У XVI столітті це місто збудували переселенці з Кілікійського вірменського царства.  

## Населення
За даними перепису населення 2002 року у місті проживали 24 083 особи.
Національний склад населення міста:
| Національність   | Кількість осіб | Відсоток |
| ---------------- | -------------- | -------- |
| румуни           | 19243          | 79,9%    |
| угорці           | 4086           | 17,0%    |
| цигани           | 657            | 2,7%     |
| вірмени          | 31             | 0,1%     |
| німці            | 30             | 0,1%     |
| словаки          | 5              | < 0,1%   |
| італійці         | 5              | < 0,1%   |
| українці         | 4              | < 0,1%   |
| чанго            | 3              | < 0,1%   |
| серби            | 2              | < 0,1%   |
| євреї            | 2              | < 0,1%   |
| поляки           | 2              | < 0,1%   |
| росіяни-липовани | 1              | < 0,1%   |
| турки            | 1              | < 0,1%   |
| болгари          | 1              | < 0,1%   |

Рідною мовою назвали:
| Мова             | Кількість осіб | Відсоток |
| ---------------- | -------------- | -------- |
| румунська        | 19604          | 81,4%    |
| угорська         | 4008           | 16,6%    |
| циганська        | 428            | 1,8%     |
| німецька         | 21             | 0,1%     |
| словацька        | 4              | < 0,1%   |
| італійська       | 4              | < 0,1%   |
| польська         | 2              | < 0,1%   |
| вірменська       | 2              | < 0,1%   |
| українська       | 1              | < 0,1%   |
| татарська        | 1              | < 0,1%   |
| болгарська       | 1              | < 0,1%   |
| єврейська (їдиш) | 1              | < 0,1%   |

Склад населення міста за віросповіданням:
| Релігія                                       | Кількість осіб | Відсоток |
| --------------------------------------------- | -------------- | -------- |
| православні                                   | 17498          | 72,7%    |
| реформати                                     | 3231           | 13,4%    |
| греко-католики                                | 1415           | 5,9%     |
| римо-католики                                 | 862            | 3,6%     |
| п'ятдесятники                                 | 462            | 1,9%     |
| баптисти                                      | 151            | 0,6%     |
| адвентисти                                    | 128            | 0,5%     |
| не релігійні                                  | 25             | 0,1%     |
| атеїсти                                       | 18             | 0,1%     |
| унітарії                                      | 12             | < 0,1%   |
| лютерани (Синодально-пресвітеріанська церква) | 7              | < 0,1%   |
| мусульмани                                    | 4              | < 0,1%   |
| бретрени                                      | 4              | < 0,1%   |
| лютерани                                      | 3              | < 0,1%   |
| старообрядці                                  | 2              | < 0,1%   |
| лютерани (Аугсбурзького сповідання)           | 2              | < 0,1%   |
| юдеї                                          | 1              | < 0,1%   |
| не вказали релігію                            | 107            | 0,4%     |

## Відомі особистості
У місті народився:
- Гергель Понграц (1932-2005) — угорський політик.

## Зовнішні посилання
- Дані про місто Герла на сайті Ghidul Primăriilor [Архівовано 20 вересня 2012 у Wayback Machine.]